# Tage der Sehnsucht
Tage der Sehnsucht (persisch روزهای انتظار‎, Ruzha-ye Entezaar) ist ein iranischer Film von Asghar Hashemi. Es ist sein erster Spielfilm als Regisseur und der erste iranische Film, der während der Winterzeit in der Wüste gedreht wurde.

## Handlung
Viele Zeltbewohner, die in der Zentralwüste Irans leben, sind die unfairen Preise leid, die ein Spekulant von ihnen für Getreide verlangt. Getreide, welches er zuvor von ihnen gekauft hat, nur um ihnen anschließend ihre eigene Ernte zu einem vielfach höheren Preis zu verkaufen. Die Zeltbewohner entscheiden sich deshalb, das Futter für ihre ausgehungerten Tiere von anderen Lieferanten zu beziehen. Doch der Spekulant hat seine Konkurrenz so stark eingeschüchtert, dass sie es sich gut überlegt, bevor sie zu günstigeren Preisen verkauft. Die Wüstenbewohner beauftragen einen Stellvertreter, in die Stadtumgebung zu fahren, um dort Getreide zu beschaffen. Als der Beauftragte später das Getreidefutter an seinen Ort bringen soll, erfährt er, dass die LKW-Fahrer  sich weigern, das Risiko einzugehen und durch schneebedeckte Moorgebiete zu fahren, die eine tödliche Gefahr darstellen.